# آباچیکانهالی
آباچیکانهالی (به لاتین: Abachikkanahalli) یک روستا در هند است که در کارناتاکا واقع شده‌است.